# Resona Holdings

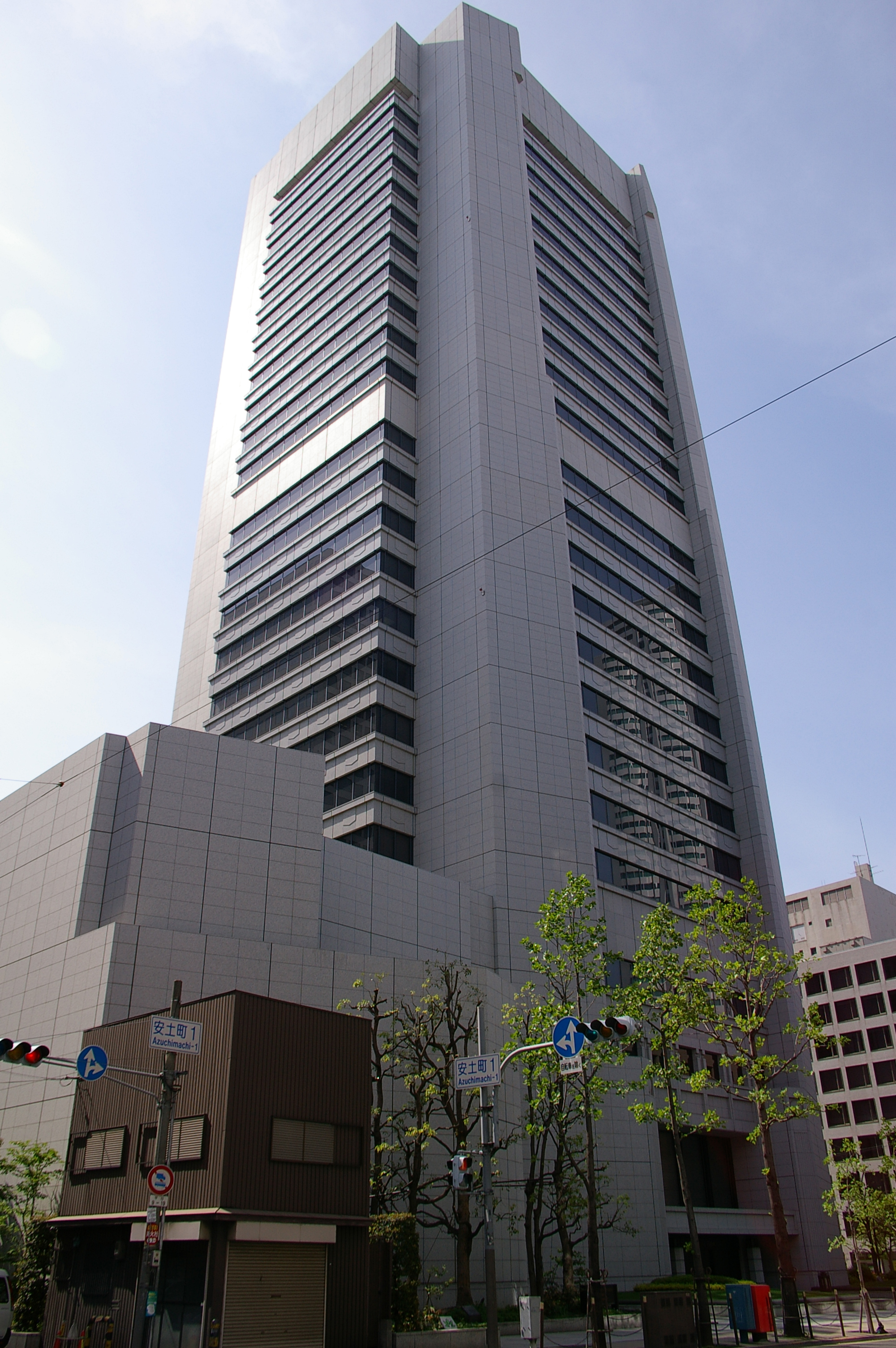
головной офис банка Рисона (бывший головной офис банка Дайва) Тюо-ку, Осака, Япония

Resona Holdings, Inc. — холдинговая компания японской банковской группы Resona Group. Эта пятая по размеру в Японии банковская группа. Головной офис компании расположен в районе Киба, Кото, Токио. Главные составляющие грурпы: банк Рисона (Resona Bank), национальный корпоративный и розничный банк с головным штабом в Осаке, и Банк Рисона Сайтама, с головным офисом в городе Сайтама, который в основном обслуживает Префектуру Сайтама. Группа образовалась из банков Дайва (Daiwa Bank) и Асахи (Asahi Bank), которые объединились в 2003 году.

## История

### Банк Дайва
Рисона была основана как Банк Осака Номура в 1918 году. Это юридическое лицо служило поддержкой для Номура дзайбацу, основанной Токусичи Номурой II. Брокерские операции этого банка были отделены и в 1926 году переформированы в Номура Секьюритиз (Nomura Securities), в наше время крупная японская компания по ценным бумагам. Банк был переименован в Номура Банк в 1927 году и к 1929 году стал главным банком Префектуры Осака.
В результате ликвидации дзайбацу после Второй мировой войны этот банк был переименован в The Daiwa Bank. Первое зарубежное представительство было открыто в Нью-Йорке в 1956 году, за ним последовали представительства в других финансовых центрах мира, однако после скандала 1995 года банк свернул всю свою зарубежную деятельность (один из трейдеров банка спекулировал средствами со счетов клиентов и для сокрытия этого на протяжении 11 лет фальсифицировал отчётность нью-йркского отделения, сумма убытков составила $1,1 млрд).

### Банк Асахи
Сберегательный Банк Японии (日本貯蓄銀行　Нихон Тётику Гинкоу) был создан посредством слияния 9 сберегательных банков в мае 1945 году. В послевоенные годы, резкая инфляция угрожала банковскому бизнесу, поэтому в 1948 году сберегательный банк был реорганизован в коммерческий банк под названием банк Кёува (協和銀行 Кёува Гинкоу). В 1991 году Кёва объединился с Банком Сайтама (埼玉銀行 Сайтама Гинкоу) и был создан Банк Кёва Сайтама (協和埼玉銀行　Кёува Сайтама Гинкоу), который в 1992 году был переименован в банк Асахи (あさひ銀行 Асахи Гинкоу).
В 2001 году банк Асахи вступил в переговоры об объединении с банком Санва и банком Токай, эти три банка объявили об объединении в 2001 году. В результате чего должен был получится третий по величине банк в мире после Банка Германии и Mizuho Financial Group. Однако, Банк Асахи вышел из переговоров и без его участия после объединения Санва-Токай был создан Банк Токио-Мицубиси.

### Создание Рисона
В декабре 2001 года банк Дайва был реорганизован в банковскую холдинговую компанию и стал материнским предприятием для банков Дайва, Кинки Осака, Нара. Через месяц банк Дайва объявил о приобретении банка Асахи Банковским Холдингом Дайва в сделке по обмену акций, образуя тем самым пятую по величине банковскую группу в Японии. 1 октября 2002 года компания была переименована в Холдинговую Компанию Рисона (Resona Holdings, Inc.).
1 мая 2003 года Дайва и Асахи объединили свои операции, а большая часть их активов была объединена для создания банка Рисона. 100 отделений банка Асахи в Сайтаме и три в Токио были реорганизованы в отдельное юридическое лицо, банк Рисона Сайтама (Saitama Resona Bank).

## Деятельность
Resona Group состоит из четырёх основных подразделений:
- потребительский банкинг — предоставление потребительскиз кредитов и управление активами индивидуальных клиентов;
- корпоративный банкинг — обслуживание корпоративных клиентов, включающее кредитование, управление активами трастовых фондов, операции с недвижимостью;
- финансовые рынки — краткосрочное кредитование, торговля облигациями и деривативами;
- Kansai Mirai Financial Group — дочерняя банковская группа, работающая в регионе Кансай; образована в ноябре 2017 года и включает в себя два банка, Kansai Mirai Bank и Minato Bank[1].

Основные банки:
- Resona Bank — 325 отделений, 8700 сотрудников, активы 33,9 трлн иен.
- Saitama Resona Bank — 130 отделений, 3100 сотрудников, активы 15,2 трлн иен.
- Kansai Mirai Bank — 272 отделения, 4100 сотрудников, активы 7,6 трлн иен.
- Minato Bank — 106 отделений, 2100 сотрудников, активы 3,5 трлн иен[2].

Из 659 млрд иен выручки в 2019—20 финансовом году 431 млрд составил чистый процентный доход, 171 млрд принесли комиссионные и плата за обслуживание, 19 млрд составили плата за управление трастовыми фондами. Активы на март 2020 года составили 60,5 трлн иен (в числе 60 крупнейших банков мира), из них на выданные кредиты пришлось 36,6 трлн иен; принятые депозиты составили 52,9 трлн иен.
В 2015 году компания заняла 108-е место среди крупнейших инвестиционных компаний мира по размеру активов под управлением ($128 млрд).